# Erika López
Erika López (Nueva York, 1968) es una historietista, artista plástica, artista de performance y novelista estadounidense de ascendencia portorriqueña. Ha publicado seis libros y habla abiertamente de su bisexualidad. Vive en San Francisco, California.

## Trayectoria
Es la hija de dos activistas de derechos civiles, un padre puertorriqueño, Rafael López-Sánchez, y una madre alemana-estadounidense, Deborah Reese. Durante la mayor parte de sus años de escuela secundaria, se crio en los suburbios de Nueva Jersey fuera de Filadelfia con su madre y la compañera lesbiana de su madre. Se crio en la religión cuáquera. López asistió a la Pennsylvania Academy of Fine Arts en Filadelfia y también estudió en el Moore College of Art and Design y en la University of the Arts (Philadelphia). Luego se trasladó a San Francisco, California.
Como artista sin recursos, López solicitó y recibió subvenciones de la Fundación Ludwig Vogelstein y del Consejo de las Artes de Pennsylvania, cada uno dándole $2,500 para escribir. Un viaje en motocicleta a través de los Estados Unidos (de Filadelfia a San Francisco) sirvió como inspiración para su primera novela gráfica, Flaming Iguanas (1997), que incluye numerosas imágenes hechas con sellos de goma y que fue publicada por la casa editorial Simon & Schuster. Ese mismo año publicó un libro de cómic llamado Lap Dancing for Mommy. López llegó a publicar dos novelas ilustradas adicionales con Simon & Schuster, They Call Me Mad Dog! (1998) y Hoochie Mama: La otra carne blanca (2001) antes de que su relación con su casa editorial se agriase. Estos tres libros forman una trilogía de novelas muy vagamente autobiográficas que describen las hazañas de "Tomate Rodríguez" (López ha afirmado que las novelas no son autobiográficas, sino que hay intersecciones entre su vida y las experiencias de Tomate).

### Performance
López es conocida por sus personajes de "la abuela López" y "The Welfare Queen" (La Reina de Bienestar o de la Ayuda Social) (http://www.TheWelfareQueen.com Archivado el 17 de marzo de 2009 en Wayback Machine.), que creó después de que ella comenzó a recibir asistencia social después de su pelea con Simon & Schuster. Estos personajes están en el centro del performance de López Nothing Left but the Smell: A Republican on Welfare, el cual ha presentado en lugares tan diversos como San Francisco (California), Nueva York, Edimburgo (Escocia), Londres y Mánchester (Inglaterra) y Oslo (Noruega). El texto de esta pieza han sido publicado en una edición de artista y también está disponible en Internet.

## Obra
- I Love You Like a Sister Said Erika Lopez. San Francisco: Erika Lopez, 1995.
- Lap Dancing for Mommy: Tender Stories of Disgust, Blame and Inspiration. Seattle: Seal Press, 1997. ISBN 1-878067-96-6
- Flaming Iguanas: An Illustrated All-Girl Road Novel Thing. New York: Simon and Schuster, 1997. ISBN 0-684-83722-6
- They Call Me Mad Dog!: A Story for Bitter, Lonely People. New York: Simon and Schuster, 1998. ISBN 0-684-84941-0
- Hoochie Mama: La otra carne blanca (The Other White Meat). New York: Simon and Schuster, 2001. ISBN 0-684-86974-8
- Grandma López's Country-Mad Fried Chicken Book. Nothing Left But the Smell: A Republican on Welfare. San Francisco: Tiny-Fisted Book Publishers, 2003.
- The Girl Must Die: A Monster Girl Memoir. Monster Girl Media, 2010. ISBN 0-9844014-0-7